# Ludwig Rottenberg
Pour les articles homonymes, voir Rottenberg.
Ludwig Rottenberg né le 11 octobre 1864 à Czernowitz et décédé le 6 mai 1932 à Francfort-sur-le-Main, est un compositeur et chef d'orchestre allemand/autrichien.

## Biographie
Rottenberg est issu d'une famille juive germanophone à Czernowitz, capitale de la Bucovine, qui fait alors partie de la monarchie austro-hongroise.
Au Conservatoire de Vienne, il apprend la musique avec Adalbert Hrimaly, Robert Fuchs et Eusebius Mandyczevski.
Pendant ses études, il dirige un orchestre amateur et travaille comme accompagnateur. À l'Opéra de Brünn, il reçoit son premier engagement ferme et est nommé, en 1892, premier maître de chapelle à la place de Felix Dessoff.
En 1893, sur la base des recommandations de Johannes Brahms et Hans Guido von Bülow il arrive en tête contre deux concurrents de premier plan, Richard Strauss et Felix Mottl. Rottenberg est retenu pour prendre le même poste qu'à Brünn, à l'Opéra de Francfort, qu'il occupe jusqu'en 1926.
Pendant cette période, il collabore activement avec six administrateurs, et plus particulièrement avec Emil Claar et  l'Opéra de Francfort devient l'une des étapes incontournables de son temps.
Sous sa direction, de nombreuses œuvres contemporaines sont mises en scène, y compris la première mondiale en 1912 de l'opéra Der ferne Klang (« Un son lointain »), en 1918, Die Gezichniten (« Les Stigmatisés »)  et en 1920, Der Schatzgräber (« Chercheur de trésor »)  de Franz Schreker.
Autres productions importantes, et considérées, en partie, comme des premières allemandes : en 1897, Der arme Heinrich (« Pauvre Henri ») de Hans Pfitzner, en 1907, Pelléas et Mélisande de Claude Debussy, en 1909, Elektra de Richard Strauss et d'autres œuvres de Ferruccio Busoni, Leoš Janáček, Béla Bartók et Paul Hindemith.
Il écrit un opéra en un acte en  1913 qui est représenté le 30 novembre 1915 à l'Opéra de Francfort, Die Geschwiste (« Frères et sœurs ») d'après un poème de Johann Wolfgang von Goethe. Il compose surtout des chansons et des œuvres pour piano.
Rottenberg épouse Theodore Adickes, une fille de Franz Adickes, maire de Francfort. Le couple a deux filles : Gabriele (1898-1987) se marie  en 1920 avec un pionnier de la radio allemande et médecin, Hans Flesch (1896-1945) ; sa sœur, Gertrud Rottenberg (1900-1967) devient, en 1924, la femme  du compositeur Paul Hindemith.
Dans les dernières années de sa vie, Rottenberg enseigne au Conservatoire Hoch. Il meurt le 6 mai 1932 à Francfort-sur-le-Main. Sa tombe se trouve au cimetière principal, ses écrits  sont conservés à  la Bibliothèque universitaire Johann Christian Senckenberg.

## Sources
- Theodore Baker et Nicolas Slonimsky (trad. de l'anglais par Marie-Stella Pâris, préf. Nicolas Slonimsky), Dictionnaire biographique des musiciens [« Baker's Biographical Dictionary of Musicians »], t. 3 : P-Z, Paris, Robert Laffont, coll. « Bouquins », 1995 (réimpr. 1905, 1919, 1940, 1958, 1978), 8e éd. (1re éd. 1900), 4728 p. (ISBN 2-221-07778-4), p. 3518,
- Piotr Kaminski, Mille et un opéras, Fayard, coll. « Les indispensables de la musique », 2003, 1819 p. (ISBN 978-2-213-60017-8, OCLC 417460276, BNF 39099667)